# Attenuipyga knulli
Attenuipyga knulli är en insektsart som beskrevs av Sanders och Delong 1923. Attenuipyga knulli ingår i släktet Attenuipyga och familjen dvärgstritar. Inga underarter finns listade i Catalogue of Life.